# Рачинес
Рачинес (італ. Racines) — муніципалітет в Італії, у регіоні Трентіно-Альто-Адідже,  провінція Больцано.
Рачинес розташований на відстані близько 570 км на північ від Рима, 95 км на північ від Тренто, 45 км на північ від Больцано.

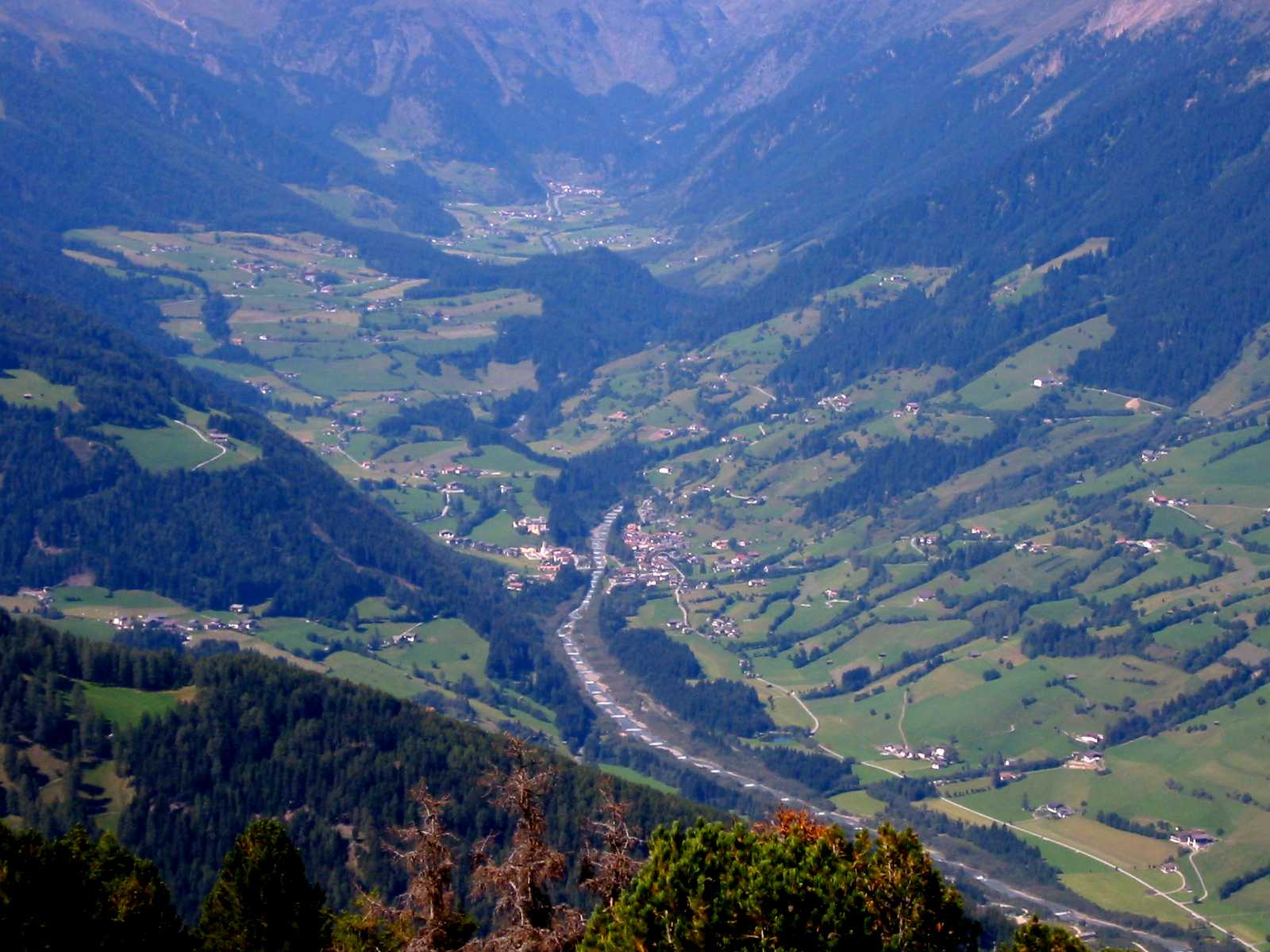

Населення — 4421 особа (2014).

## Демографія
Населення за роками:

Станом на 1 січня 2023 року в муніципалітеті офіційно проживало 220 іноземців з 32 країн, серед них 82 громадяни країн Євросоюзу та 6 громадян України.

## Сусідні муніципалітети
- Бреннеро
- Кампо-ді-Тренс
- Мозо-ін-Пассірія
- Неустіфт-ім-Стубаїталь
- Сан-Леонардо-ін-Пассірія
- Сарентіно
- Сльден
- Віпітено